# Quepo
El Corregimiento de Quepo fue una unidad administrativa del Reino de Guatemala que existió desde fines del siglo XVI hasta 1660 en la costa pacífica de la actual Costa Rica.
El nombre Quepo es voz indígena y correspondía a la nación que habitaba esos territorios en 1563, durante la expedición del alcalde mayor Juan Vázquez de Coronado, quien hizo una alianza con el rey Corrohore, gobernante del lugar, y le ayudó a rescatar a su hermana Dulcehe, que estaba cautiva de los indígenas de Coctu en un palenque-fortaleza.
En 1569 el gobernador Pero Afán de Ribera y Gómez adjudicó a la corona la encomienda de Quepo, cuya población se calculó en 1000 personas (1000 familias según otros). Los indígenas fueron concentrados en un pueblo que recibió el nombre de San Bernardino de Quepo. Para 1583 el territorio ya había sido erigido en corregimiento por la Real Audiencia de Guatemala.
Los corregidores explotaron inicuamente a los indígenas, y a sus abusos, unidos a la propagación de enfermedades, cabe atribuir la abrupta disminución de la población local. Para 1600 ya solo quedaban 250 indígenas en Quepo, cifra que había disminuido a 18 en 1659. En este último año fue suprimido el corregimiento y su territorio quedó bajo la jurisdicción del gobernador de Costa Rica. 
No se tiene la nómina de todos los corregidores de Quepo. En 1607 era corregidor Juan de Enciso Hita. 1626 se menciona al difunto capitán Alonso de Pedrosa como antiguo corregidor. El último corregidor fue Juan Vázquez de Coronado y Peláez, bisnieto del conquistador. Entre los corregidores de Quepo también había figurado su cuñado el conquistador Jerónimo de Retes y López de Ortega, esposo de María Vázquez de Coronado y Peláez.
A pesar de la supresión del corregimiento, la población de Quepo continuó disminuyendo, y en 1746 los pocos indígenas que quedaban fueron trasladados a Boruca.
El nombre de los indígenas que habitaron este corregimiento se conserva en el actual puerto costarricense de Quepos.